# Молик, Бернар
Бернар Молик (собственно Бернхард Вильгельм Молик, нем. Bernhard Wilhelm Molique; 7 октября 1802, Нюрнберг — 10 мая 1869, Канштатт, ныне в составе Штутгарта) — немецкий скрипач и композитор.

## Биография
Сын скрипача и фаготиста эльзасского происхождения Кристиана Молика, учился преимущественно у своего отца, а затем у Луи Шпора и Пьетро Ровелли. Некоторое время играл в оркестре венского театра Ан дер Вин, затем в мюнхенской придворной капелле. В 1823—1849 гг. солист, затем концертмейстер придворного оркестра в Штутгарте, в эти же годы много гастролировал по Германии, побывал и в Санкт-Петербурге (1844). В 1849—1866 гг. жил и работал в Лондоне, с 1861 г. профессор Королевской академии музыки. Среди его известных учеников Фредерик Клей.
Наиболее значительную часть композиторского наследия Молика составляют инструментальные концерты — в том числе шесть скрипичных, гобойный (1829), флейтовый (1824, вторая редакция 1863) и виолончельный (1853, посвящён Альфредо Пиатти). Кроме того, Молику принадлежит ряд камерных сочинений (среди которых наиболее заметны дуэты для скрипки и клавира), симфония, поздние Месса и оратория «Авраам». В английский период он также написал учебное пособие по гармонии.
Был женат на племяннице композитора Петера фон Винтера.